# 文阁塔
文阁塔，位于中国广东省韶关市翁源县江尾镇，为翁源县的一个县级文物保护单位，类型为古建筑，公布时间为1996年11月3日。
文阁塔的历史年代为清嘉庆。